# UCI Asia Tour 2005
Die UCI Asia Tour ist der vom Weltradsportverband Union Cycliste Internationale (UCI) zur Saison 2005 eingeführte asiatische Straßenradsport-Kalender unterhalb der UCI ProTour. 
Die Eintagesrennen und Etappenrennen der UCI Asia Tour sind in drei Kategorien (HC, 1 und 2) eingeteilt.

## Endstand
| Platz | Fahrer         | Punkte |
| ----- | -------------- | ------ |
| 01.   | Andrei Misurow | 213,0  |
| 02.   | Ryan Cox       | 190,0  |
| 03.   | Martin Mareš   | 174,0  |
| 04.   | Hossein Askari | 168,7  |
| 05.   | David McCann   | 160,7  |
| 06.   | Graeme Brown   | 156,0  |
| 07.   | Mahdi Sohrabi  | 155,7  |
| 08.   | Ghader Mizbani | 150,7  |
| 09.   | Ahad Kazemi    | 132,7  |
| 10.   | Sergey Lagutin | 120,0  |

| Platz | Team                      | Punkte |
| ----- | ------------------------- | ------ |
| 01.   | Giant                     | 796    |
| 02.   | Capec                     | 439    |
| 03.   | Barloworld                | 429    |
| 04.   | Paykan                    | 315    |
| 05.   | Ceramica Panaria-Navigare | 271    |
| 06.   | Bridgestone-Anchor        | 261    |
| 07.   | Marco Polo                | 237    |
| 08.   | Nippo                     | 227    |
| 09.   | Naturino-Sapore di Mare   | 209    |
| 10.   | Navigators                | 176    |

| Platz | Nation     | Punkte |
| ----- | ---------- | ------ |
| 01.   | Kasachstan | 1005   |
| 02.   | Iran       | 875    |
| 03.   | Japan      | 744    |
| 04.   | Usbekistan | 618    |
| 05.   | Südkorea   | 143    |
| 06.   | Mongolei   | 127    |
| 07.   | Hongkong   | 79     |
| 08.   | Indonesien | 55     |
| 09.   | Syrien     | 43     |
| 10.   | China      | 41     |

## Januar
| Datum   | Rennen                | Kat. | Sieger          | Team                   |
| ------- | --------------------- | ---- | --------------- | ---------------------- |
| 16.–21. | Tour of Siam          | 2.2  | Kōji Fukushima  | Bridgestone-Anchor     |
| 28.–6.  | Tour de Langkawi      | 2.HC | Ryan Cox        | Barloworld             |
| 29.     | Doha International GP | 1.1  | Robert Hunter   | Phonak Hearing Systems |
| 31.–4.  | Katar-Rundfahrt       | 2.1  | Lars Michaelsen | CSC                    |

## April
| Datum   | Rennen      | Kat. | Sieger         | Team  |
| ------- | ----------- | ---- | -------------- | ----- |
| 14.–19. | Kerman Tour | 2.2  | Hossein Askari | Giant |

## Mai
| Datum   | Rennen          | Kat. | Sieger         | Team       |
| ------- | --------------- | ---- | -------------- | ---------- |
| 7.–13.  | Tour de Korea   | 2.2  | David McCann   | Giant      |
| 15.–22. | Tour of Japan   | 2.2  | Félix Cárdenas | Barloworld |
| 22.–1.  | Azerbaïjan Tour | 2.2  | Ghader Mizbani | Giant      |

## Juni
| Datum  | Rennen            | Kat. | Sieger      | Team  |
| ------ | ----------------- | ---- | ----------- | ----- |
| 27.–1. | Tour of East Java | 2.2  | Ahad Kazemi | Giant |

## Juli
| Datum   | Rennen               | Kat. | Sieger         | Team           |
| ------- | -------------------- | ---- | -------------- | -------------- |
| 16.–24. | Tour of Qinghai Lake | 2.HC | Martin Mareš   | Ed'System-Zvvz |
| 29.–31. | Tour de China        | 2.2  | Andrei Misurow | Capec          |

## September
| Datum   | Rennen             | Kat. | Sieger         | Team  |
| ------- | ------------------ | ---- | -------------- | ----- |
| 11.–21. | Tour d’Indonesia   | 2.2  | Hossein Askari | Giant |
| 14.–19. | Hokkaido-Rundfahrt | 2.2  | Eddy Ratti     | Nippo |